# 2011 HO60
2011 HO60 est un objet transneptunien, de magnitude absolue 6,1 classé comme objet épars, mais selon Johnston il serait en résonance 2:11 avec Neptune. Son diamètre est estimé à environ 230 kilomètres. 